# Guillaume de Cardaillac
Guillaume de Cardaillac, ook bekend als Guillaume IV van Cahors als vierde bisschop met die voornaam, (12e eeuw - 6 februari 1234) was tussen 1208 en 1234 bisschop van Cahors.

## Bisschop

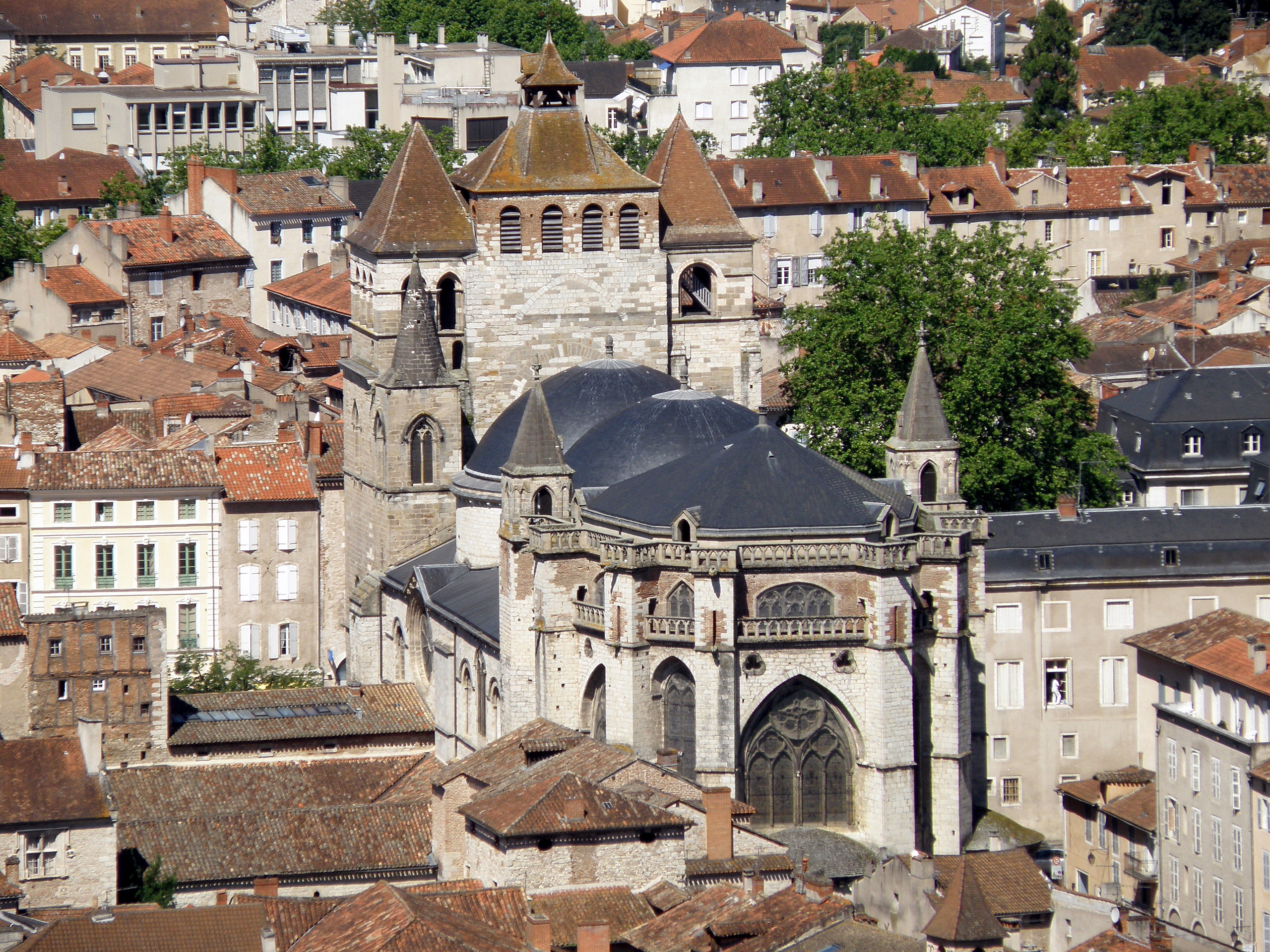
De kathedraal van Cahors

Als graaf-bisschop van Cahors nam Guillaume de Cardaillac deel aan de Albigenzische Kruistochten. In 1228 nam hij bezit van Puy, dat daarna Puy-l'Évêque werd genoemd. Deze campagnes kostten het bisdom handenvol geld. Hij was ook een ondernemend man die werken liet uitvoeren om de Lot beter bevaarbaar te maken. Samen met de gewone uitgaven van het bisdom betekende dit dat de Cardaillac grote sommen geld moest lenen bij de handelaars en bankiers van Cahors, en dit vaak tegen woekerrenten. Na zijn dood hadden zijn opvolgers Pons d'Antejac (1235-1236) en vooral Géraud Barasc (1237-1250) jaren nodig om deze schulden te delgen. Hiervoor moesten ze nieuwe leningen aangaan, bezittingen verkopen en bepaalde rechten tegen betaling tijdelijk afstaan.

## Naamgenoot
Een naamgenoot van Guillaume de Cardaillac en telg van hetzelfde adellijk geslacht was een benedictijn die tussen 1317 en 1355 bisschop van Montauban was.